# Eucalyptus angulosa
Eucalyptus angulosa är en myrtenväxtart som beskrevs av Johannes Conrad Schauer. Eucalyptus angulosa ingår i släktet Eucalyptus och familjen myrtenväxter. Inga underarter finns listade i Catalogue of Life.